# Орт-ан-дер-Донау
Орт-ан-дер-Донау (нем. Orth an der Donau) — ярмарочная коммуна (нем. Marktgemeinde) в Австрии, в федеральной земле Нижняя Австрия.
Входит в состав округа Гензерндорф. Население составляет 1990 человек (на 31 декабря 2005 года). Занимает площадь 33,41 км². Официальный код — 3 08 44.

## Политическая ситуация
Бургомистр коммуны — Йохан Майер (АНП) по результатам выборов 2005 года.
Совет представителей коммуны (нем. Gemeinderat) состоит из 19 мест.
- АНП занимает 11 мест.
- СДПА занимает 6 мест.
- Партия FB занимает 2 места.